# Winterhard
Een plant is winterhard indien ze zonder enige bedekking de winter overleeft. Dit overleven geldt niet per se voor de plant in zijn geheel, doch na de winter zal een winterharde plant weer normaal uitlopen. 
In Nederland zijn winterharde planten vorstbestendig, omdat onze winters doorgaans (milde) vorst kennen. Of een plant al dan niet winterhard is, hangt daarmee af van de locatie waar deze groeit.
Dit is niet hetzelfde als vorstbestendig. Dit heeft te maken met een natuurlijk antivries.